# Wolica (powiat jasielski)
Wolica – wieś w Polsce położona w województwie podkarpackim, w powiecie jasielskim, w gminie Jasło. Leży na lewym brzegu Jasiołki. Wolica graniczy na południu z Łaskami, na wschodzie z Czeluśnicą i Gąsówką a na północy i zachodzie z Jasłem (osiedla Hankówka i Sobniów).
| SIMC    | Nazwa    | Rodzaj    |
| ------- | -------- | --------- |
| 0353313 | Walowice | część wsi |

W Wolicy znajduje się zabytkowy dworek, który do 2020 pełnił funkcję domu dziecka.
W latach 1975–1998 miejscowość należała administracyjnie do województwa krośnieńskiego.